# Акуленко Олена Климівна
Олена Климівна Акуленко (Гузь) (нар. 1912, село Голінка, Голінської волості Конотопського повіту, тепер Бахмацького району Чернігівської області — 1995, Київ) — агроном, начальник районної державної насінної інспекції по насінневому контролю і карантину сільськогосподарських рослин Комарівського району Чернігівської області. Депутат Верховної Ради УРСР 2-го скликання.

## Життєпис
Народилася у родині козака Клима Гузя. 1928 її родина піддана «розкуркуленню». У 1929 році вступила до Тиницького сільськогосподарського технікуму Конотопської округи, після закінчення якого працювала агрономом Бобровицької машинно-тракторної станції Чернігівської області. До 1938 року — агроном з насінництва Комарівської машинно-тракторної станції Чернігівської області.
У 1938—1941 роках — агроном по добривах Комарівського районного земельного відділу Чернігівської області. Під час німецько-радянської війни перебувала в евакуації.
З 1943 року — агроном Комарівського районного земельного відділу, начальник районної державної насінної інспекції по насіннєвому контролю і карантину сільськогосподарських рослин Комарівського району Чернігівської області.
У 1962—1970 роках — завідувач підсобного господарства Комарівської школи-інтернату Борзнянського району Чернігівської області.
Потім — на пенсії.

## Родина
Мати відомого правознавця і педагога Віктора Акуленка.